# Книга Урантии
«Кни́га Ура́нтии» (сокр. КУ; англ. The Urantia Book; сокр. TUB или UB) — эзотерическая книга, где в виде религиозного откровения повествуется о природе Бога, космологии, происхождении и предназначении человечества, даётся подробнейшая биография Иисуса Христа и смысл его учения. Впервые была опубликована в Чикаго (США) в октябре 1955 года на английском языке, тогда как составление текста (196 документов) относится к 1934—1935 годам. 
Появление книги связано с деятельностью американского психиатра Уильяма Сэдлера, Её авторство является предметом спекуляций.
Книга послужила основой эзотерическому религиозному движению «Братство Урантии», испытавшему влияние теософии Елены Блаватской и теории затерянных цивилизаций Джеймса Чёрчварда. Вся деятельность вокруг издания книги, Фонда Урантии и братства именуется Урантийским движением.

## Авторство
Официальные издатели не называют автора-человека и придерживаются религиозной версии, изложенной в самой книге, о том, что авторство принадлежит многочисленным сверхъестественным существам, получившим на это божественное разрешение.
Дж. Беверли считает, что авторство принадлежит пациенту У. Сэдлера, утверждавшему, что ему явилось божественное откровение, которое впоследствии было записано как «Книга Урантии». Однако Л. Маллинз и М. Спрунгер, а также другие исследователи, уточняют, что пациент Сэдлера время от времени впадал в необъяснимую форму сна, во время которой говорил с окружающими от лица разнообразных сверхъестественных существ. Сам же пациент после своего пробуждения ничего об этом не помнил, жил обычной жизнью и не хотел раскрывать свою личность.
Независимый исследователь Мартин Гарднер провёл статистический анализ «Книги Урантии» и книг её издателя — психиатра Уильяма Сэдлера, чтобы определить не является ли Сэдлер её автором. Анализ показал, что книга написана минимум девятью авторами, но Сэдлер не является ни автором, ни тем, кто бы проводил обширное редактирование, хотя возможность ограниченного редактирования не исключается. В качестве возможного автора Гарднер указывает на Уилфреда Келлогга (англ. Wilfred Custer Kellogg), свояка Сэдлера. Гарднер также указывает на плагиат в тексте, — со ссылкой на исследования Мэтью Блока (Matthew Block).

### Авторское право
«Книга Урантии» на английском языке является общественным достоянием: суд США постановил, что Фонд Урантия больше не владеет авторскими правами. Международные авторские права на английский текст истекли в 2006 году. Фонду Урантия по-прежнему принадлежат авторские права на опубликованные им 23 языковых перевода, включая русский (1-е изд. 1997; 4-е доп. 2013).

## Содержание
«Книга Урантии» представляет собой текст на 2097 страницах, 196 документов которого разделены на четыре части.

### Условные обозначения
Для удобства цитирования в переводных изданиях сохраняется разбивка на страницы, идентичная оригинальной (английской). Ссылки даются в форме «номер документа (двоеточие) раздел (точка) абзац» (например, 50:1.2) или «страница (точка) абзац» (например, 571.4).

### Содержание частей
«I часть. Центральная вселенная и сверхвселенные» включает 31 документ, где описывается высший уровень мироздания, начиная с концепции вечного и бесконечного Бога. Подробно излагается концепция Троицы, Рая и др.
«II часть. Локальная вселенная» состоит из 25 документов (32—56), даёт определение локальной вселенной (которая согласно «Книге Урантии» создана тем, кто воплощался в образе Иисуса Христа) и представляет собой рассказ о её обитателях и их служении в соответствии с Божественным планом мироздания.
«III часть. История Урантии» состоит из 63 документов (57—119), в которых представлены обширные сведения по истории Земли — с точки зрения авторов. Предложены объяснения происхождения, истории и предназначения Земли и её обитателей. Дана панорама развитии цивилизации и её институтов, в частности религиозных культов, брака и т. д.
«IV часть. Жизнь и учения Иисуса» состоит из 77 документов (120—196), где описана жизнь Иисуса, включая его детство, отрочество и юность. Детально описаны его многочисленные путешествия, беседы и проповеди, а также события, которые привели к его распятию, смерти и воскресению. IV часть иллюстрирует многие концепции, представленные в первых трёх частях, через жизнь Иисуса и его учения. Утверждается, что Иисус воплотился на Земле в частности, чтобы показать своей жизнью наилучший пример служения Богу на все времена. Поэтому «Книга Урантии» говорит об особой важности сообщаемой в ней подробной биографии Иисуса.

### Графические схемы
- Большая вселенная, административное деление
- Духовное восхождение человека (путь восходящего паломника)

## Критические взгляды

### Оценки книги
Определение Книги Урантии как подлинного откровения было подвергнуто критике по нескольким причинам. Скептики, такие как Мартин Гарднер, утверждают, что Книга написана людьми и не является откровением, так как противоречит научным данным и придерживается многих устаревших и отвергнутых положений того времени.
Христианские теологи, выступая с контркультовых позиций, отрицают подлинность КУ, так как она противоречит многим догмам христианства и содержит в себе ряд сюжетов, отсутствующих в самой Библии или невозможных с христианской точки зрения.
Другие критики отмечали, что КУ имеет более 2000 страниц и вдвое больше, чем Библия короля Якова, а также носит длинный, сложный и запутанный характер.

### Критика со стороны науки
Мартин Гарднер видит в КУ явное отражение научных взглядов, бытовавших во время написания книги, и полагает их свидетельством человеческого происхождения книги. Заявление авторов о том, что создателям книги были известны факты, ещё не известные человеку, он рассматривает как уловку для оттягивания разоблачения ошибок книги.
Многие научные теории, бытовавшие во время написания книги, были опровергнуты и отвергнуты, вследствие чего Гарднер выделил ряд ошибок в КУ, среди которых:
- Возраст Вселенной указан как более 1 000 000 000 000 (один триллион) лет и, как утверждается, Вселенная периодически расширяется и сжимается с интервалом в 2 млрд лет. Однако современная научная теория Большого взрыва предполагает, что истинный возраст Вселенной составляет примерно 13,7 млрд лет.
- Фундаментальной частицей назван «ультиматон» и заявляется, что электрон состоит из 100 ультиматонов. Описание частицы неизвестно где-либо ещё и данная частица не выявлена современной физикой элементарных частиц.
- Некоторые виды животных, как утверждается, появились внезапно из одной мутации без переходных видов. Такая теория была разработана голландским ботаником Хуго де Фризом (Мутационная теория), просуществовала недолго и в настоящее время наукой не поддерживается.
- Книга повторяет идеи, распространённые во времена своего происхождения, что одна сторона планеты Меркурий всегда обращена к Солнцу под воздействием приливных сил. В 1965 году с помощью радиолокации было установлено, что это мнение ошибочно. Кроме того, книга ошибочно утверждает, что приливное трение будет замедлять вращение планеты или другие орбитальные тела до тех пор, пока осевое вращение не прекратится. Вращение не прекращается; оно стабилизируется так, что время завершения одного оборота вокруг оси становится равным времени, необходимому для завершения одного оборота по орбите.
- Также Гарднер обнаружил в книге ряд евгенических утверждений, схожих положениям нескольких адвентистских трудов Уильяма Сэдлера, которые тот опубликовал задолго до появления КУ. Гарднер обратил внимание на этот факт и высказал предположение, что Сэдлер либо сам настоящий автор всей книги, либо он написал соответствующую часть текста.

### Плагиат
В самой книге заявляется о том, что при её написании использовалось множество концепций, придуманных человеком, а не сверхъестественными существами. В то же время нет никаких упоминаний или сносок на использованную литературу. В 1992 году исследователь Мэтью Блок опубликовал результаты своей работы по нахождению книг и статей, которые были использованы при написании Книги Урантии. Блок выявил 19 работ, в которых был сходный текст и которые были опубликованы раньше КУ. Блок продолжил дальнейшие поиски источников и выявил около 120 книг и статей, принадлежащих девяти десяткам различных авторов.
Гарднер и Блок указывают на то, что 85-я глава (документ) является пересказом, с прямым цитированием отдельных фраз, первых восьми глав книги Эдварда Уошбёрна Хопкинса «Происхождение Эволюции и Религии», опубликованной в 1923 году. При этом каждый параграф документа соответствует главе книги Хопкинса. Таким же образом часть КУ, содержащая информацию об эволюции человека, является пересказом книги Генри Осборна «Восхождение человека на Парнас: Критические эпохи доисторического человека», опубликованной в 1927 году.

## Урантийское движение
Джеймс Беверли характеризует Урантийское движение как «небольшое современное эзотерическое движение, объединяющее последователей „Книги Урантии“». Брэд Гуч замечает, что Урантийское движение «не имеет духовенства или учреждений вроде церквей, читальных залов или храмов».
Исследователи Дж. Льюис и О. Хаммер отмечают, что новые концепции и непривычный язык «Книги Урантии», а также отсутствие активной деятельности по привлечению новых сторонников не способствуют общественному пониманию и одобрению урантийского движения, и невысоко оценивают шансы на широкое распространение движения и на его взаимодействие с другими подобными группами.